# Jindřichovice (Jihlavai járás)
Jindřichovice település Csehországban, a Jihlavai járásban. Jindřichovice Meziříčko, Rozseč, Krasonice, Zdeňkov és Želetava településekkel határos. Lakosainak száma 91 fő (2024. január 1.).

## Népesség
A település lakosságának változását az alábbi diagram mutatja:
| Lakosok száma | 207  | 206  | 192  | 148  | 106  | 99   | 90   | 94   | 93   | 91   |
|               | 1869 | 1890 | 1921 | 1950 | 1980 | 2001 | 2017 | 2019 | 2022 | 2024 |